# USS Melvin (DD-335)
USS Melvin (DD-335) là một tàu khu trục lớp Clemson được Hải quân Hoa Kỳ chế tạo vào cuối Chiến tranh Thế giới thứ nhất. Nó là chiếc tàu chiến đầu tiên của Hải quân Hoa Kỳ được đặt theo tên Trung úy Hải quân John T. Melvin (1887-1917), sĩ quan Hải quân Hoa Kỳ đầu tiên tử trận trong Thế Chiến I. Melvin ngừng hoạt động năm 1930 và bị tháo dỡ năm 1931 nhằm tuân thủ quy định hạn chế vũ trang của Hiệp ước Hải quân London.

## Thiết kế và chế tạo
Melvin được đặt lườn vào ngày 15 tháng 9 năm 1920 tại xưởng tàu Union Iron Works của hãng Bethlehem Shipbuilding Corporation ở San Francisco, California. Nó được hạ thủy vào ngày 11 tháng 4 năm 1921, được đỡ đầu bởi cô Laura L. McKinistry, và được đưa ra hoạt động vào ngày 31 tháng 5 năm 1921 dưới quyền chỉ huy của Hạm trưởng, Thiếu tá Hải quân Charles E. Rosendahl.

## Lịch sử hoạt động
Sau một giai đoạn chạy thử máy ngắn, Melvin bắt đầu hoạt động ngoài khơi vùng bờ Tây Hoa Kỳ, vốn là khu vực hoạt động chủ yếu của nó trong suốt quãng đời hoạt động, đặt cảng nhà tại San Diego, California. Nó đã ba lần băng qua kênh đào Panama cho các cuộc tập trận hạm đội tại vùng biển Caribe trong các năm 1923, 1924 và 1927. Sau cuộc tập trận cuối này, nó đi lên phía Bắc viếng thăm New York và Newport, Rhode Island trước khi lên đường đi Nicaragua. Đi đến khu vực Bluefields vào ngày 25 tháng 6, nó ở lại đây cho đến ngày 6 tháng 7 hỗ trợ lực lượng Thủy quân Lục chiến đang cố duy trì trật tự sau tình trạng bất ổn chính trị tại đây. Các cuộc thực tập và huấn luyện tại vùng biển Hawaii cũng xen kẻ vào các hoạt động thường lệ của nó, và sau một cuộc tập trận phối hợp Lục-Hải quân vào mùa Xuân năm 1925, nó thực hiện hành trình vượt Thái bình Dương để viếng thăm thiện chí đến Samoa, Australia và New Zealand.
Vào ngày 17 tháng 7 năm 1929, Melvin đi vào Xưởng hải quân Mare Island, San Francisco để chuẩn bị ngừng hoạt động. Đến ngày 7 tháng 10, nó được chiếc tàu kéo Tern kéo về phía Nam trong chuyến đi cuối cùng đến San Diego. Đến nơi vào ngày 11 tháng 10, Melvin được cho xuất biên chế vào ngày 8 tháng 5 năm 1930 nhằm tuân thủ quy định cắt giảm vũ khí của Hiệp ước Hải quân London, và đến ngày 10 tháng 5 được cho kéo trở lại Mare Island để tháo dỡ. Được rút khỏi danh sách Đăng bạ Hải quân vào ngày 3 tháng 11 năm 1930, vật liệu tháo dỡ từ con tàu được bán sắt vụn tronghai năm tiếp theo.